# 木村氏
木村氏，日語訓讀音為きむらし，是日本的一個氏族、苗字。占全日本總人口姓氏排名第17位。

## 現代人物
- 木村拓哉
- 木村多江
- 木村都那
- 木村文乃